# African Cemetery No. 2
L’African Cemetery No. 2 (Cimetière africain no 2) ou The Cemetery of the Union Benevolent Society No. 2 est un cimetière historique situé à Lexington dans le Kentucky, aux États-Unis. Il est destiné aux personnes de couleurs.
Parmi les tombes se trouvent certaines de soldats de l'United States Colored Troops et du 369e régiment d'infanterie.
Le cimetière est inscrit au Registre national des lieux historiques depuis 2004.